# Hlîboke, Ujhorod
Hlîboke (în ucraineană Глибоке) este localitatea de reședință a comunei Hlîboke din raionul Ujhorod, regiunea Transcarpatia, Ucraina.

## Demografie
Componența lingvistică a localității Hlîboke
     Ucraineană (93,59%)
     Slovacă (5,37%)
     Alte limbi (1,04%)
Conform recensământului din 2001, majoritatea populației localității Hlîboke era vorbitoare de ucraineană (93,59%), existând în minoritate și vorbitori de slovacă (5,37%).